# Nuncjusze apostolscy w Zimbabwe
Nuncjusze apostolscy w Zimbabwe – nuncjusze apostolscy w Zimbabwe są reprezentantami Stolicy Apostolskiej przy rządzie Zimbabwe. Nuncjatura apostolska mieści się w Harare przy 5 St. Kilda Road. Zimbabwe utrzymuje stosunki z Watykanem od 1981 (1980 uzyskanie niepodległości).

## Nuncjusze apostolscy w Zimbabwe
| lp. | lata      | nuncjusz             | kraj pochodzenia  |
| --- | --------- | -------------------- | ----------------- |
| 1   | 1981–1985 | Francesco Colasuonno | Włochy            |
| 2   | 1985–1990 | Patrick Coveney      | Irlandia          |
| 3   | 1990–1993 | Giacinto Berloco     | Włochy            |
| 4   | 1993–2002 | Peter Prabhu         | Indie             |
| 5   | 2002–2007 | Edward Adams         | Stany Zjednoczone |
| 6   | 2007–2013 | George Kocherry      | Indie             |
| 7   | 2014–2018 | Marek Zalewski       | Polska            |
| 8   | 2020–2023 | Paolo Rudelli        | Włochy            |
| 8   | od 2024   | Janusz Urbańczyk     | Polska            |

## Źródła zewnętrzne
- Krótka nota na Catholic-Hierarchy (ang.)